# Montes del Karwendel
Los montes del Karwendel son un sistema montañoso de los Alpes orientales, ubicado entre el río Isar, el río Inn y el lago Achen. Administrativamente, el macizo está a caballo de la frontera austro-germana, entre el estado de Tirol y el estado de  Baviera. El nombre Karwendel tiene su origen en el apellido alemán antiguo Gerwendil que fue mencionado por primera vez en el ano 1280. Durante la exploración de los Alpes en el siglo XIX, Hermann von Barth extendió el uso de este nombre a toda el área que hoy se llama Karwendel.

## Estructura

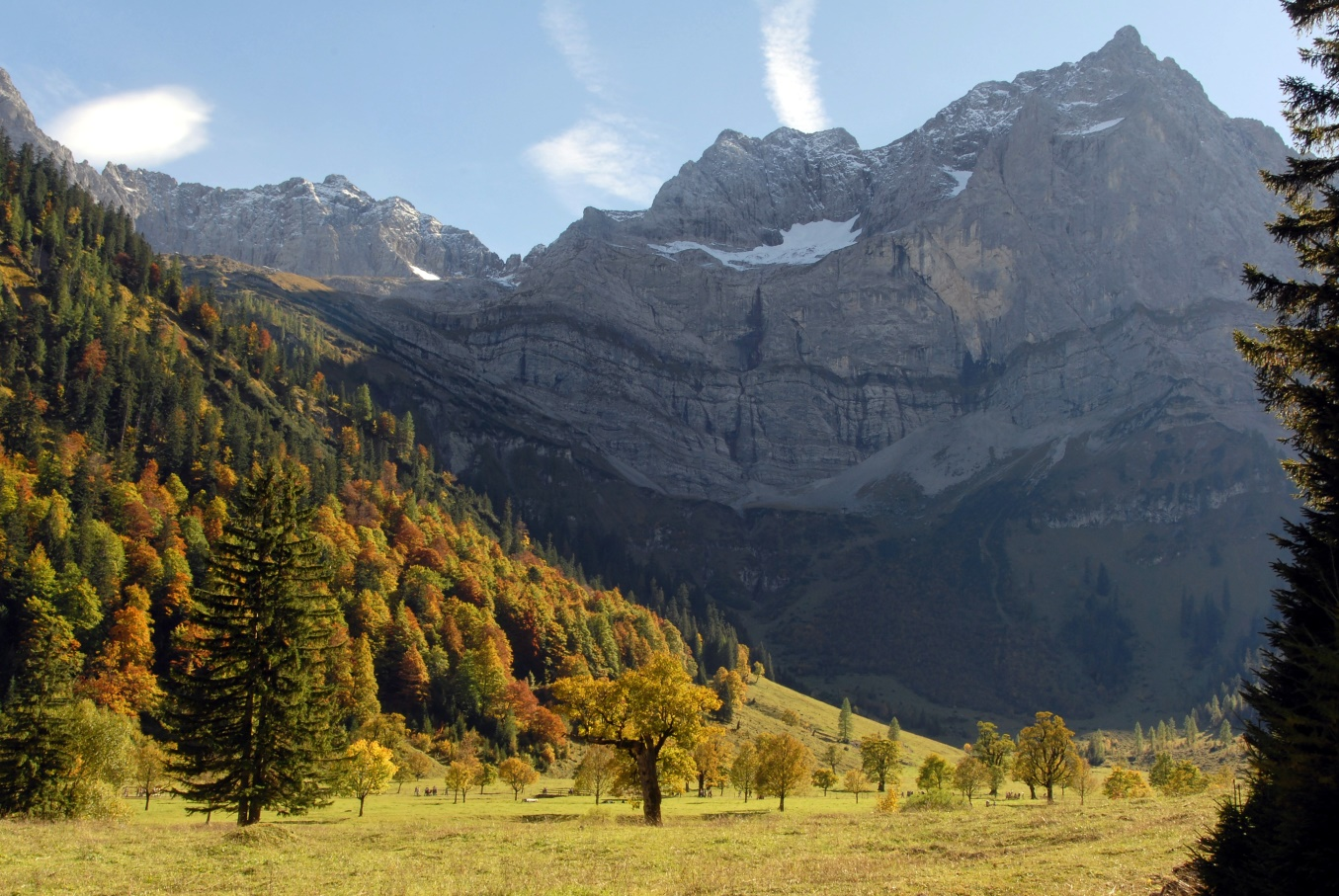
Ahornboden en el valle de Eng (Engtal)

El explorador más importante del Karwendel, Hermann von Barth, separó el Karwendel en grupos según los valles profundos:
- cadena norteña del Karwendel (Nördliche Karwendelkette);
- cadena de Hinterautal-Vomper (o cadena central del Karwendel);
- cadena de Gleirsch-Halltal;
- cadena del valle del río Inn (Inntalkette).

## Picos
Los picos más destacados son:
- Birkkarspitze (2749 m)
- Mittlere Ödkarspitze (2745 m)
- Kaltwasserkarspitze (2733 m)
- Lamsenspitze (2508 m)
- Worner (2476 m)
- Steinfalk (2348 m)
- Soiernspitze (2257 m)
- Mondscheinspitze (2106 m)

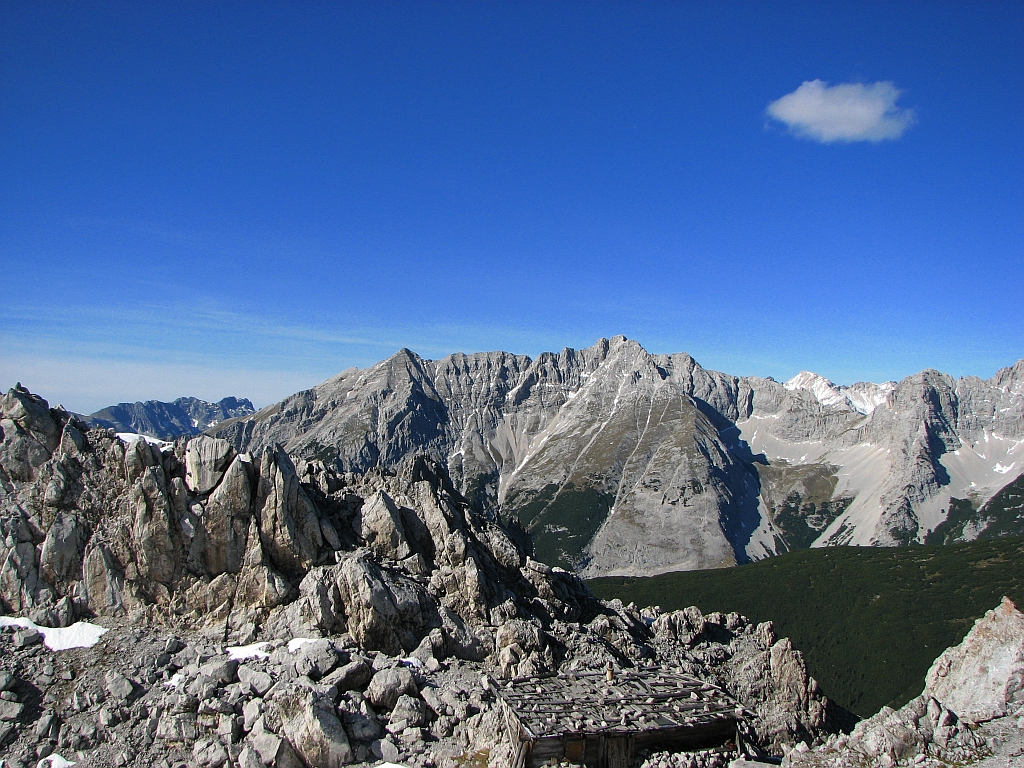
El Barthgrat entre el Großem Katzenkopf y el Middle Jägerkarspitze en la cadena Gleirsch-Halltal, que lleva el nombre de Hermann von Barth
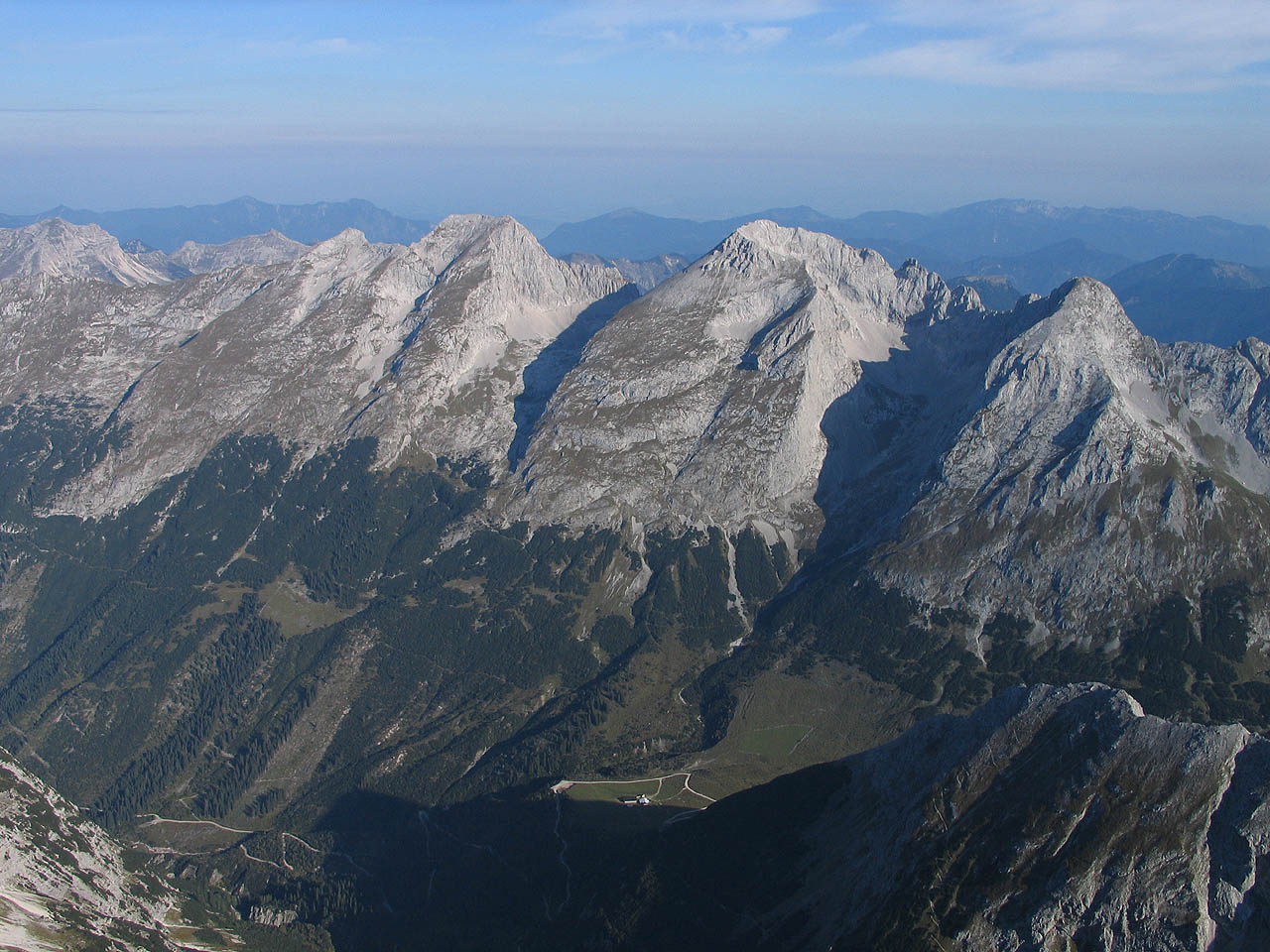
Vogelkarspitze, Karwendelspitze oriental, Grabenkar y Grabenkarspitze (extremo derecho) desde el sur
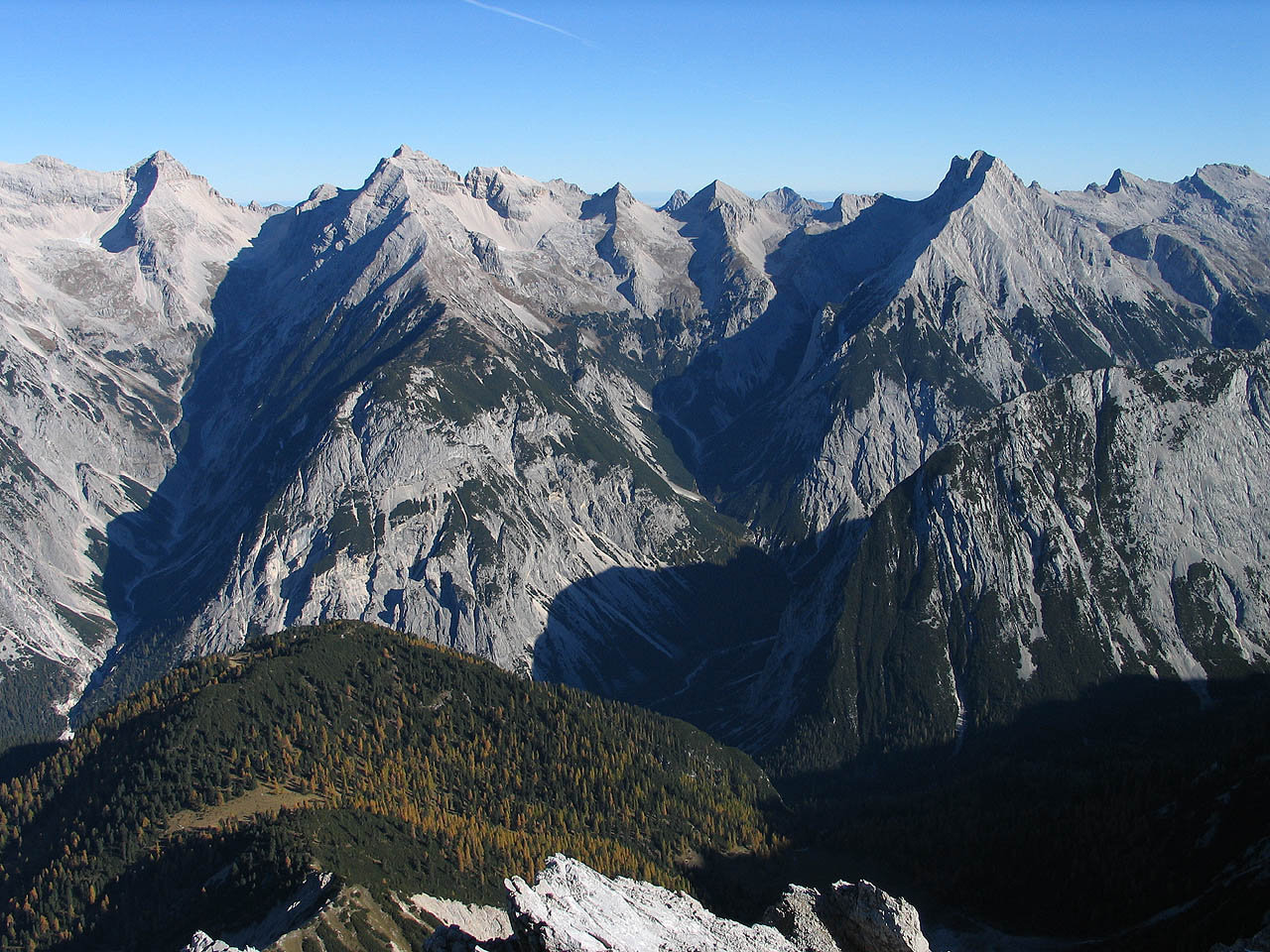
La parte media de la cadena Hinterautal-Vomper, desde el este de Ödkarspitze hasta el Laliderer Spitze desde el sur
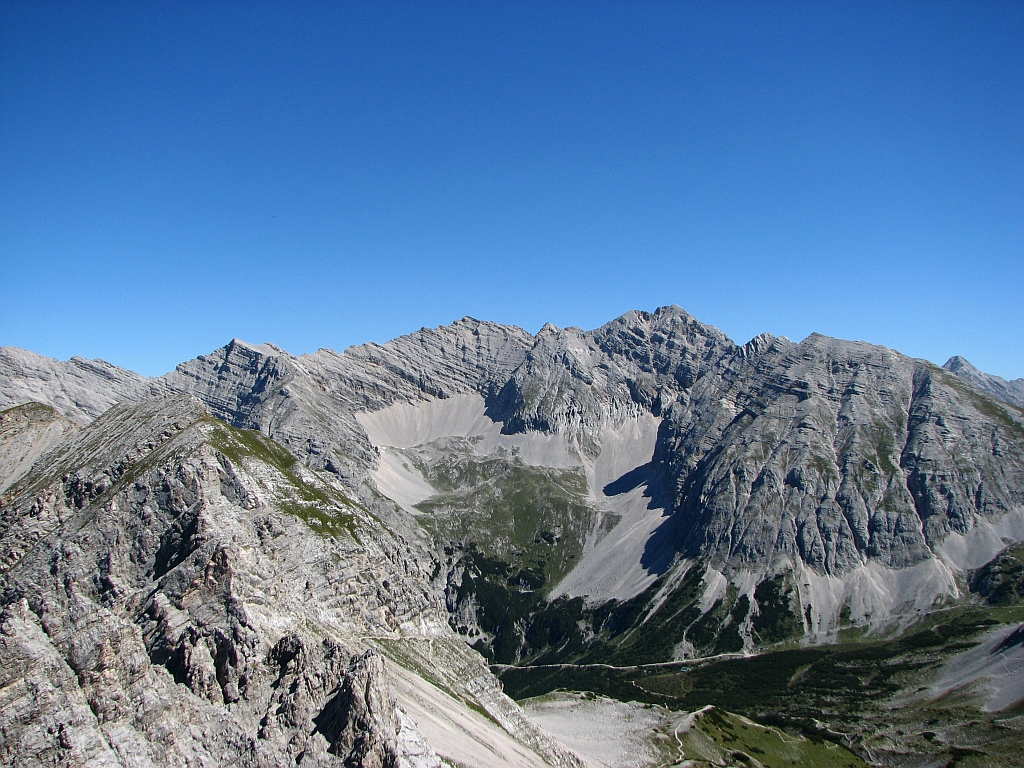
El Sonntagkar en la cadena Gleirsch-Halltal del Mandlspitze (Nordkette)
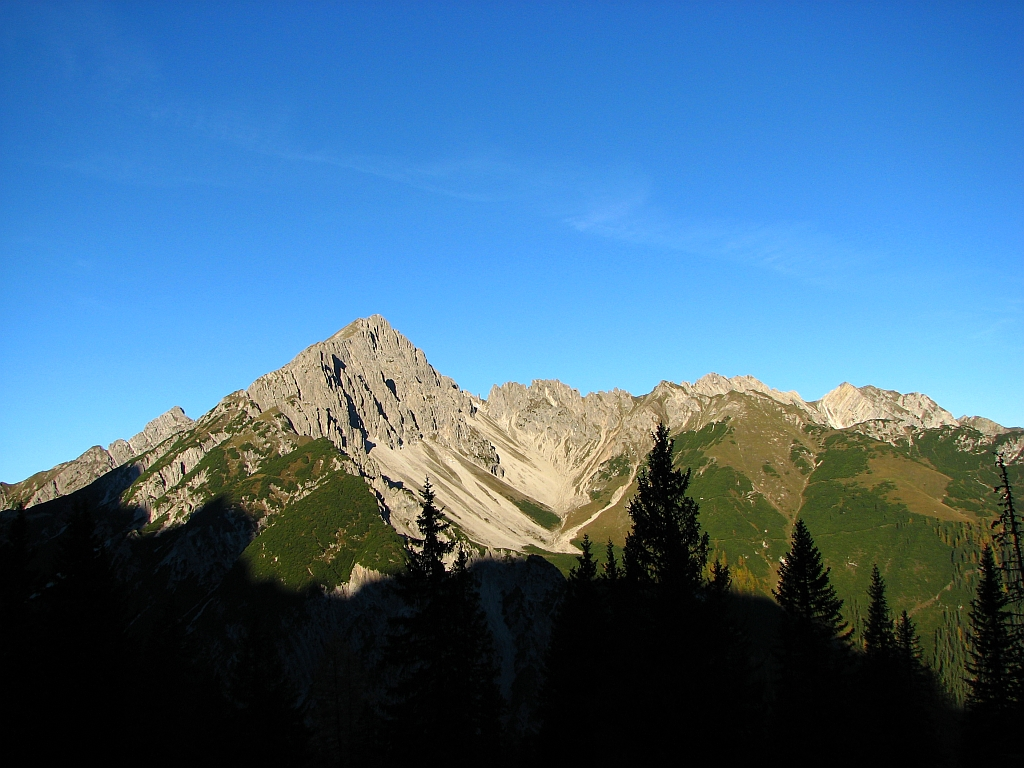
El Erlspitze es el pico más alto del Erlspitzgruppe, el grupo lateral más occidental del Karwendel
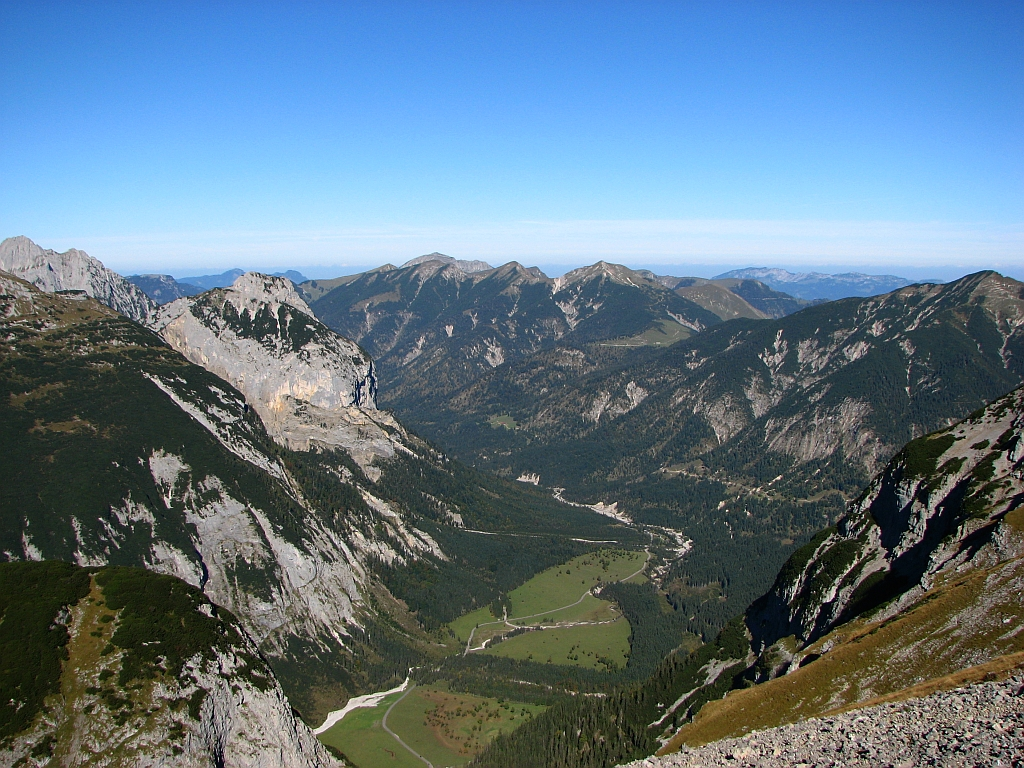
El piso septentrional de arce desde el flanco oeste de Sonnjoch

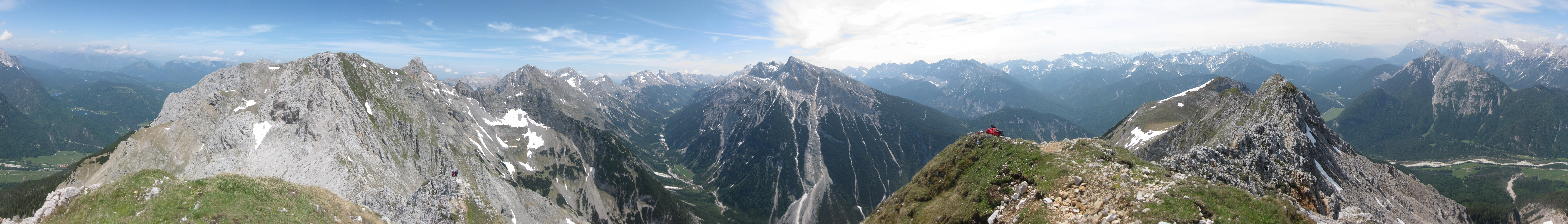
Panorama de 360° desde el Sulzleklammspitze. De izquierda a derecha: parte delantera de Mittenwalder Höhenweg, Karwendeltal, Pleisenspitze (centro), Kirchlspitze, Große Arnspitze (cumbre a la derecha), montañas Wetterstein (la cordillera a la derecha en el fondo)